# Grupa Blix
Grupa Blix – polska firma technologiczna specjalizująca się w rozwiązaniach cyfrowych związanych z handlem detalicznym i promocjami. W skład grupy wchodzą aplikacje i strony internetowe agregujące gazetki promocyjne, kupony rabatowe oraz informacje o produktach. Grupa organizuje także program branżowy Blix Awards.

## Historia
Grupa Blix powstała jako odpowiedź na rosnące zapotrzebowanie konsumentów na łatwy dostęp do informacji o promocjach i rabatach w sieciach handlowych. W 2012 roku powstała spółka Qpony.pl, która wprowadziła na polski rynek pierwszą aplikację agregującą oferty promocyjne i kupony zniżkowe. W 2015 roku portfolio Qpony.pl rozszerzyło się o gazetki sieci handlowych. W 2016 roku Qpony.pl przejęło platformę BLIX, która stała się największym agregatorem gazetek reklamowych w Polsce. Aplikacja szybko zdobyła popularność i zyskała funkcje takie jak lista zakupów oraz nowe formaty reklamowe.
W 2018 roku w portfolio spółki pojawiła się aplikacja Zdrowe Zakupy – inteligentny skaner i asystent zdrowych zakupów, umożliwiający analizę składu produktów spożywczych. W 2019 roku utworzono Grupę Blix, która administruje trzema aplikacjami: Blix, Qpony i Zdrowe Zakupy. Platformy te docierają do 6 milionów użytkowników rocznie. W 2024 Grupa Blix zarządzała trzema aplikacjami smart shopping w Polsce oraz dwiema aplikacjami zagranicznymi: Blix Romania i Blix Ukraine . Firma regularnie bada opinie konsumentów i dostosowuje swoje usługi do zmieniających się trendów rynkowych.
Według badania Mediapanel w grudniu 2024 roku aplikacja Blix zanotowała 4 487 238 aktywnych użytkowników.
W 2025 roku Grupa Blix przejęła firmę Proxi.cloud, specjalizującą się w technologii geolokalizacji. Dzięki tej transakcji Blix planuje rozszerzyć swoje usługi poza branże FMCG i retail, wchodząc w segmenty takie jak OTC, motoryzacja i telekomunikacja. Proxi.cloud pozostanie operacyjnie niezależnym podmiotem, ale obie firmy będą współpracować, łącząc technologie geolokalizacyjne z marketingiem natywnym.

### Założyciele firmy
Założyciele firmy – Tomasz Jabłoński, Marcin Lenkiewicz, Krzysztof Łuczak i Jakub Jeziorny – znaleźli się w rankingu Forbes „30 Under 30”, wyróżniającym młodych liderów biznesu w Polsce. Doceniono ich za innowacyjne podejście do marketingu i rozwój cyfrowych rozwiązań wspierających handel detaliczny.

## Skład grupy

### Blix
Blix to aplikacja mobilna oraz strona internetowa umożliwiająca przeglądanie gazetek promocyjnych różnych sieci handlowych. Aplikacja pozwala użytkownikom na śledzenie aktualnych ofert i planowanie zakupów. Użytkownicy mogą przeglądać promocje według kategorii, zapisywać ulubione oferty oraz korzystać z funkcji listy zakupów. Blix oferuje także rekomendacje na podstawie wcześniejszych wyszukiwań i zainteresowań użytkowników.

### Qpony
Qpony to aplikacja i strona internetowa specjalizująca się w gromadzeniu kuponów i kodów rabatowych dostępnych w różnych sklepach i restauracjach. Umożliwia użytkownikom przeglądanie i pobieranie aktualnych promocji, a także korzystanie z ofert dostępnych tylko w aplikacji. Qpony współpracuje z licznymi markami oraz sieciami handlowymi, oferując spersonalizowane rabaty i programy lojalnościowe. Aplikacja pozwala również na lokalizowanie punktów, w których można skorzystać z danego kuponu.

### Zdrowe Zakupy
Zdrowe Zakupy to aplikacja mobilna umożliwiająca skanowanie kodów kreskowych produktów spożywczych i ocenę ich składu pod kątem zdrowotnym. Celem narzędzia jest pomoc konsumentom w dokonywaniu świadomych wyborów zakupowych poprzez prezentację szczegółowych informacji o składnikach, wartościach odżywczych oraz ewentualnych substancjach alergennych. Aplikacja oferuje także rekomendacje zdrowych alternatyw, a jej baza danych jest regularnie aktualizowana o nowe produkty. Wykorzystywana jest m.in. przez rodziców, sportowców i osoby z nietolerancjami pokarmowymi.

## Blix Awards i inne eventy
Grupa Blix jest również organizatorem konferencji branżowych z obszaru marketingu, FCMG czy mediów, takich jak Blix Awards, Fresh Talents Academy i Power of Brands.
Blix Awards to program wyróżniający sieci handlowe i marki FMCG (ang. fast-moving consumer goods) na podstawie opinii konsumentów. Nagrody przyznawane są od 2019 roku przez Grupę Blix we współpracy z UCE Research. Program uhonorowuje firmy, które najlepiej odpowiadają na potrzeby współczesnych klientów, doceniając ich innowacyjność, jakość obsługi oraz skuteczność działań promocyjnych. Gala wręczenia nagród odbywa się corocznie, gromadząc przedstawicieli branży retail i FMCG. Wyróżnienia są przyznawane na podstawie badań opinii konsumentów oraz analiz rynkowych.

## Wydawnictwo Blix
Grupa Blix prowadzi także wydawnictwo, które publikuje książki i materiały branżowe związane z handlem i marketingiem. Wydawnictwo koncentruje się na dostarczaniu specjalistycznych treści dla przedsiębiorców, menedżerów oraz ekspertów z branży retail i FMCG. Oferuje publikacje oparte na analizach rynkowych, strategiach marketingowych oraz trendach konsumenckich. Jednym z głównych projektów wydawniczych jest publikacja How Brands Grow, która pomaga firmom lepiej zrozumieć mechanizmy skutecznej sprzedaży i budowania lojalności klientów. Pozostałe książki to: How Brands Grow 2, Building Distinctive Brand Assets, Better Brand Health.

## Członkostwo w stowarzyszeniach
W styczniu 2024 roku Grupa Blix dołączyła do IAA Polska – Międzynarodowego Stowarzyszenia Reklamy, powiększając grono jego członków. IAA Polska zrzesza firmy z branży reklamowej i marketingowej, wspierając ich rozwój oraz promując zrównoważone i etyczne standardy komunikacji.
Grupa Blix jest także członkiem Związku Pracodawców Branży Internetowej IAB Polska, co potwierdza jej obecność na Mapie Branży Interaktywnej IAB. Jako członek tej organizacji, Blix angażuje się w rozwój i promocję standardów reklamy internetowej w Polsce. Dodatkowo, Grupa Blix była sponsorem wydarzenia IAB HowTo: Retail Media, które odbyło się 26 września 2024 roku, co świadczy o jej udziale w inicjatywach branżowych organizowanych przez IAB Polska.

## Nagrody i wyróżnienia
Grupa Blix jest laureatem wyróżnień, takich jak Deloitte Technology Fast 50 (najszybciej rozwijających się spółek Europy Środkowej), FT 1000 – Europe's Fastest Growing Companies według Financial Times oraz Gazele Biznesu.
Qpony, później przekształcone w Grupę Blix, znalazły się w rankingu Deloitte Fast 50 CEE, wyróżniającym najszybciej rozwijające się firmy technologiczne w Europie Środkowo-Wschodniej. Firma została też ujęta w prestiżowym rankingu Financial Times 1000, który wyróżnia najszybciej rozwijające się firmy w Europie.
Grupa Blix otrzymała tytuł Gazeli Biznesu, który przyznawany jest najdynamiczniej rozwijającym się małym i średnim firmom w Polsce.
Ponadto firma otrzymała Diament Forbesa – wyróżnienie przyznawane najbardziej dynamicznie rozwijającym się firmom w Polsce, osiągającym wysoką wartość rynkową.